# ムテムウィヤ
ムテムウィヤ（Mutemwiya）は、エジプト第18王朝のファラオであるトトメス4世の妻であり、ファラオであるアメンホテプ3世の母親。ムテムウィヤという名前は、「神の呼び声ムト」を意味する。
ムテムウィヤは、義理の娘ティイとともに、アメンホテプ3世によって建設されたメムノンの巨像にも描写されている。